# Gorogoa
『Gorogoa』（ゴロゴア）は、アメリカのゲームクリエイターであるジェイソン・ロバーツが開発しアンナプルナ・インタラクティブより発売されたパズルゲーム。
プレイヤーは2x2の枠内にある画像を操作することで物語を進行させ、画像の中に描かれた主人公の少年を導いていく。物語は少年がボウルの中に入れる5つの果実を探し求めるという内容だが、作中で言葉による説明はなく抽象的でシュールな世界観が展開される。

## システム
前述のように画面上には2x2の枠があり、最大4つの画像が配置されている。画像は静止画だけでなくアニメーションしているものもある。多くの画像はズームイン・ズームアウトや上下左右のスクロールが可能。
画像はドラッグして他の枠に移動できる。一部の画像はドラッグにより2つの画像に分離する。また、別の画像の上にドラッグすることで2つの画像が1つになる場合もある。
各画像の内容は基本的に独立しているが、並べることで繋がる画像もあり、その際には主人公や物体が画像を跨いで移動したり画像同士で作用し合ったりする。

## 開発
本作開発者のジェイソン・ロバーツは当初、ゲームと無関係なソフトウェアエンジニアの仕事を10年以上続けていたが、Number Noneが開発した2008年発売のインディーゲーム『Braid』の成功に触発される形で2011年から本作の開発を始め、2012年には仕事を辞めてフルタイムでの開発に移行した。ロバーツは同年開催のゲームイベント「IndieCade」にデモ版を提出し2013年末までの完成を目指していたが、その後資金が底をつき開発を中断する。2014年にはインディーゲーム支援機構「Indie Fund」から資金を得て開発を再開するが完成に至らず、1年で再び資金を使い果たしてしまう。こうした中、2016年12月1日に設立されたアンナプルナ・インタラクティブが本作を含む複数のソフトと販売契約を結んだことを発表し、2017年12月14日に本作が発売された。
インスピレーションを得たゲームソフトとして、ロバーツはクリフ・ジョンソンが開発した1987年発売のパズルゲーム『The Fool's Errand』の影響が最も大きいとしている。また、デザイン面については、クリストファー・マンソンがイラストを手掛けた迷路のパズル本『MAZE』のほか、19世紀に活躍した画家のギュスターヴ・ドレやデヴィッド・ロバーツの絵画で描かれた建造物の影響を挙げている。
「Gorogoa」という言葉はゲーム内に登場する不思議な生物の名前で、ロバーツが子供の頃に考えた架空の生物の名前が由来となっている。ロバーツによると、この言葉は雷または地下でゴロゴロ鳴っている感じのオノマトペのようなもので、古風で力強さがあるという。これをタイトルに据えたのは、作品内に言語が含まれていないためタイトルをどの言語の単語にもしたくないとの考えが影響している。

## 受賞

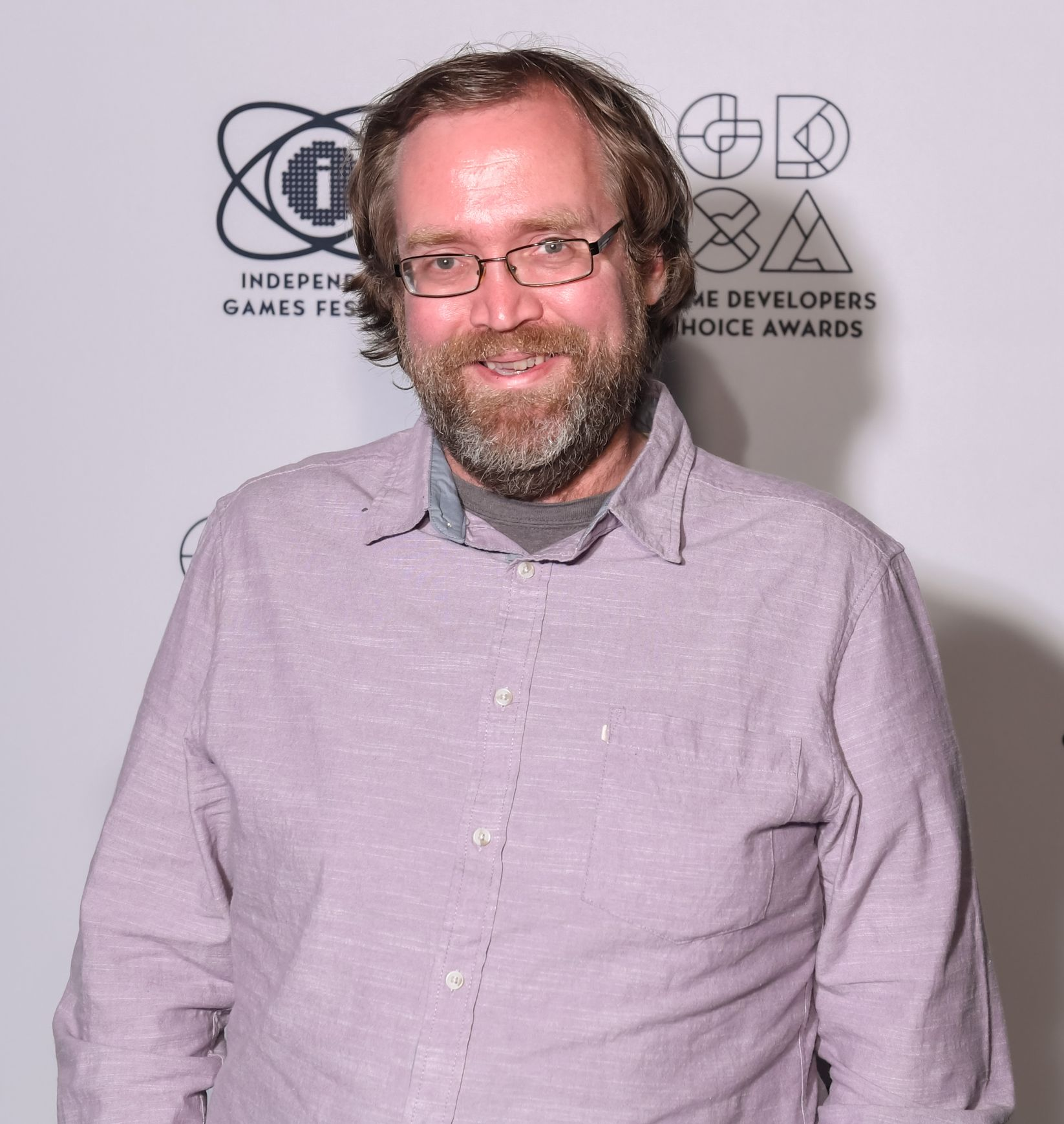
2018 Game Developers Choice Awardsでのジェイソン・ロバーツ

| 年   | 賞                                | 部門                                      | 結果       | 出典          |
| ---- | --------------------------------- | ----------------------------------------- | ---------- | ------------- |
| 2012 | IndieCade                         | Visuals                                   | 受賞       | [ 6 ]         |
| 2014 | Independent Games Festival Awards | Excellence in Visual Arts                 | 受賞       | [ 7 ]         |
| 2014 | SXSW Gaming Awards                | SXSW Gamer’s Voice Award                  | ノミネート | [ 8 ]         |
| 2014 | BIG Festival Awards               | Best Game                                 | ノミネート | [ 9 ]         |
| 2014 | BIG Festival Awards               | Best Art                                  | 受賞       | [ 9 ]         |
| 2018 | 第21回D.I.C.E. Awards             | Mobile Game of the Year                   | ノミネート | [ 10 ]        |
| 2018 | 第21回D.I.C.E. Awards             | Outstanding Achievement in Game Direction | ノミネート | [ 10 ]        |
| 2018 | 第21回D.I.C.E. Awards             | D.I.C.E. Sprite Award                     | ノミネート | [ 10 ]        |
| 2018 | 第21回D.I.C.E. Awards             | Outstanding Achievement in Game Design    | ノミネート | [ 10 ]        |
| 2018 | The Aggie Awards                  | Best Concept                              | 受賞       | [ 11 ]        |
| 2018 | The Aggie Awards                  | Best Non-Traditional Adventure            | ノミネート | [ 12 ]        |
| 2018 | NAVGTR Awards                     | Game Design, New IP                       | ノミネート | [ 13 ]        |
| 2018 | SXSW Gaming Awards                | Excellence in Art                         | ノミネート | [ 14 ]        |
| 2018 | SXSW Gaming Awards                | Mobile Game of the Year                   | ノミネート | [ 14 ]        |
| 2018 | Game Developers Choice Awards     | Best Debut                                | ノミネート | [ 15 ]        |
| 2018 | Game Developers Choice Awards     | Best Mobile Game                          | 受賞       | [ 15 ]        |
| 2018 | Game Developers Choice Awards     | Innovation Award                          | 受賞       | [ 15 ]        |
| 2018 | 第14回英国アカデミー賞ゲーム部門  | Artistic Achievement                      | ノミネート | [ 16 ] [ 17 ] |
| 2018 | 第14回英国アカデミー賞ゲーム部門  | Debut game                                | 受賞       | [ 16 ] [ 17 ] |
| 2018 | 第14回英国アカデミー賞ゲーム部門  | Game Innovation                           | ノミネート | [ 16 ] [ 17 ] |
| 2018 | 第14回英国アカデミー賞ゲーム部門  | Mobile Game                               | ノミネート | [ 16 ] [ 17 ] |
| 2018 | 第14回英国アカデミー賞ゲーム部門  | Original Property                         | ノミネート | [ 16 ] [ 17 ] |
| 2018 | 日本ゲーム大賞                    | ゲームデザイナーズ大賞                    | 受賞       | [ 18 ]        |
| 2018 | Golden Joystick Awards            | Best Storytelling                         | ノミネート | [ 19 ]        |
| 2018 | Golden Joystick Awards            | Best Visual Design                        | ノミネート | [ 19 ]        |
| 2018 | Golden Joystick Awards            | Best Indie Game                           | ノミネート | [ 19 ]        |
| 2018 | Golden Joystick Awards            | Mobile Game of the Year                   | ノミネート | [ 19 ]        |